# Campina Grande
Pour les articles homonymes, voir Campina.
Campina Grande est une ville brésilienne de l'État du Paraíba. Elle a été fondée en 1697, sous le nom de Vila Nova da Rainha. Cette année-là, le capitaine Teodósio de Oliveira Ledo (identifié comme le fondateur de la ville) établit à l'endroit où elle se trouve aujourd'hui, ume aldeia des indiens Ariús, qu'il avait rencontrés dans ses voyages.

## Géographie
Sa population était de 371 060 habitants au recensement de 2007. La municipalité s'étend sur 621 km2.

## Histoire
Bien qu'étant considéré comme le fondateur, les historiens pensent qu'à l'arrivée de Teodósio, la ville était déjà construite et qu'il a seulement consolidé et développé la région. Devenue Campina Grande par l'union entre le Sertão et la côte. Campina Grande, les années suivantes, est déjà localisée sur les cartes européennes du Brésil. Plus tard elle s'est beaucoup développée, grâce à la riche agriculture de la région et à sa politique d'émancipation en 1864, devenant la ville de Campina Grande.
Campina est connu au Brésil et dans le monde comme endroit où, culturellement, la plus grande partie de l'hommage à São João est porté, et économiquement comme une ville technologique, un des plus grands centres d'informatique du Brésil, devenant la plus grande ville de l'intérieur du Nordeste.

## Transports
Campina Grande possède un aéroport (code AITA : CPV).

## Personnalités liées
- Genival Lacerda (1931-2021), chanteur brésilien.
- Givanildo Vieira de Souza (1986 -), surnommé Hulk, joueur de football professionnel de la Chinese Super League.